# Fred Kerley
Fredrick Lee Kerley, född 7 maj 1995 i Taylor i Texas, är en amerikansk kortdistanslöpare.

## Karriär
Vid Världsmästerskapen i friidrott 2019 tog Kerley brons på 400 meter.
I juli 2022 vid VM i Eugene tog Kerley guld på 100 meter efter ett lopp på 9,86 sekunder. Vid OS 2024 tog han brons på 100 meter.